# Diodora bermudensis
Diodora bermudensis är en snäckart som först beskrevs av Dall och Bartsch 1911.  Diodora bermudensis ingår i släktet Diodora och familjen nyckelhålssnäckor. Inga underarter finns listade i Catalogue of Life.